# Lucas Curotto
Lucas Curotto Vera (Montevideo, 10 de noviembre de 2000) es un cantante y compositor uruguayo que se dio a conocer por ser finalista de Operación Triunfo 2023.

## Biografía
Desde muy temprana edad Curotto fue diagnosticado con TDAH y dislexia, lo que dificultó su desempeño académico. Debido a estas dificultades, decidió dejar la escuela en su adolescencia para enfocarse en su pasión por la música.
En 2021 se trasladó a Barcelona (España) en busca de nuevas oportunidades en la industria musical. Durante sus primeros años en el país, se enfrentó a dificultades relacionadas con su situación migratoria, lo que lo llevó a trabajar en diversos empleos informales, como en la construcción y montaje. Posteriormente, obtuvo el permiso de residencia tras formalizar su relación de pareja, lo que le permitió regularizar su situación laboral y comenzar a trabajar en una barbería mientras continuaba persiguiendo su carrera musical.

## Trayectoria

### 2020-2023: Primeros inicios en la música
En 2020 lanzó de forma independiente su primer álbum de estudio, Lucas Curotto, el cual fusiona géneros como el pop, rock y música urbana. Este trabajo, producido sin el respaldo de una discográfica, fue bien recibido en su ciudad natal y marcó el inicio de su andadura en el ámbito musical. En Uruguay fue telonero de Agustín Casanova, vocalista del grupo musical de cumbia pop Márama.
Su estilo musical está influenciado por One Direction (en especial Zayn Malik y Harry Styles), además de por varios artistas y grupos rioplatenses como Jorge Drexler, Soda Stereo, No Te Va Gustar y El Cuarteto de Nos.

### 2023-2024: Paso porOperación Triunfo 2023
En 2023 participó en la duodédcima edición de Operación Triunfo, un concurso musical televisado en España a través de Prime Video. Curotto fue el único participante latinoamericano de dicha edición.
Su participación fue notable por su versatilidad en varios géneros musicales y por recibir el apoyo constante del público. A lo largo del concurso fue nominado en dos ocasiones, logrando salvarse ambas veces gracias al voto del público.
El 12 de febrero de 2024 se convirtió en finalista del programa tras cantar «Pillowtalk» de Zayn, quedando en quinta posición.
Al terminar el concurso participó junto a sus compañeros en una gira de Operación Triunfo con la que recorrieron diez ciudades españolas. El concierto que dieron en el WiZink Center de Madrid fue recogido en un documental de Prime Video que se estrenó el 27 de septiembre de 2024.

### 2024-presente:Puente aéreo
Tras su paso por la academia de música, en febrero de 2024 publicó «Corazones Rotos» bajo el sello discográfico de Universal Music Spain. Poco después, en abril de 2024 firmó un contrato musical con dicha discográfica.
El 8 de mayo de 2024 los finalistas de Operación Triunfo 2023 lanzaron «La Gravedad», una canción creada para ser la canción oficial de España en los Juegos Olímpicos de París 2024.
El 21 de junio de 2024 se publicó el álbum Lo Mejor de Lucas Curotto, que incluye «Corazones Rotos» y varios de los temas interpretados durante su paso por Operación Triunfo 2023. Este primer álbum logró alcanzar el puesto 31 en las Listas Oficiales de Ventas de Promusicae y se mantuvo durante una semana entre los 100 más vendidos de España.
El 25 de julio de 2024 lanzó su segundo sencillo post-Operación Triunfo, titulado «Fuiste pa' mí», y dio su primer concierto en el festival Los40 Summer Live junto a artistas de renombre en la industria musical española. Posteriormente, el 27 de julio actuó con los finalistas de Operación Triunfo en La Casa de España en París, en un concierto privado para la delegación española de los juegos olímpicos.
En septiembre de 2024 fue invitado por India Martínez a subir al escenario e interpretar juntos «Corazón Hambriento», un tema de la cantante que Curotto había interpretado previamente junto con Naiara Moreno en Operación Triunfo.
El 25 de octubre de 2024 publicó «26 de marzo», una balada que habla de su historia de desamor, y dos meses más tarde lanzó «Mis ganas locas».
El 14 de febrero de 2025 estrenó «Plan suicida», una canción romántica de género pop, y el 7 de marzo de 2025 sonó en Cadena Dial de manera exclusiva «Camerinos», una canción que habla de su historia de amor con Naiara Moreno tras su paso por la academia de música. El 14 de marzo de 2025 lanzó «Jóvenes y libres», la focus track de Puente Aéreo, cuyo videoclip cuenta con la participación de Abril Zamora. El álbum debut del cantante uruguayo, Puente Aéreo, estuvo acompañado por Plan de vuelo tour, una gira en solitario por varias ciudades españoles entre marzo y mayo de 2025.
Tras finalizar su primera gira en solitario, comienza a trabajar en la orquesta 'Nueva Alaska'. En junio de 2025, lanzó una colaboración con María Parrado, un tema titulado «Tiempo al tiempo».

## Discografía

### Álbumes y EP
- 2020: Lucas Curotto
- 2024: Lo Mejor de Lucas Curotto
- 2025: Puente Aéreo

### Sencillos
Véase también: Anexo: Galas de Operación Triunfo 2023
- «El Lío» (2020)
- «Corazones Rotos» (2024)
- «Fuiste pa' mí» (2024)
- «26 de marzo» (2024)
- «Mis ganas locas» (2024)
- «Plan suicida» (2025)
- «Jóvenes y libres» (2025)

### Colaboraciones
- «La Gravedad» (2024) (con Martin Urrutia, Juanjo Bona, Ruslana, Paul Thin y Naiara)
- «Tiempo al tiempo» (2025) (con María Parrado)

## Giras

### Conjuntas
- 2024: Operación Triunfo 2023 en concierto

### En solitario
- 2025: Plan de vuelo tour

## Filmografía

### Televisión
| Año       | Título                 | Canal       | Notas                       |
| --------- | ---------------------- | ----------- | --------------------------- |
| 2023-2024 | Operación Triunfo 2023 | Prime Video | Concursante - 5.º finalista |
| 2024      | OT23: La gira          | Prime Video | Protagonista                |
| 2024      | Masterchef Celebrity 9 | La 1        | Invitado, actuación         |
| 2025      | Premios Dial           | Ten         | Invitado, actuación         |